# Jasmine Sinclair
Jasmine Sinclair (Kingston upon Hull, 2 ottobre 1982) è una modella britannica glamour/bondage.

## Biografia
Originaria della contea inglese del Kent, nella quale tuttora risiede, è apparsa in numerose pubblicazioni periodiche quali il Sun, Playboy, Tony&Guy, Loaded, Nuts, Zoo, Ann Summers's Catalogue.
Come modella bondage, Jasmine Sinclair è specializzata in scene di BDSM, umiliazione e sottomissione, sia in singolo che sotto il controllo di una Mistress.

## Riconoscimenti
Jasmine Sinclair, attiva dal 2000, ha vinto nel 2003 il Signy Award come miglior modella bondage e, nel 2006, è divenuta la playmate online dell'edizione britannica di Playboy.